# 水の戯れ
『水の戯れ』（みずのたわむれ、仏: Jeux d'eau）は、フランスの作曲家モーリス・ラヴェルがパリ音楽院在学中の1901年に作曲したピアノ曲。当時の作曲の師であるガブリエル・フォーレに献呈された。初演は1902年4月5日、サル・プレイエルで行われた国民音楽協会主催のリカルド・ビニェスのピアノ・リサイタルにおいて、『亡き王女のためのパヴァーヌ』とともに初演された。

## 楽曲

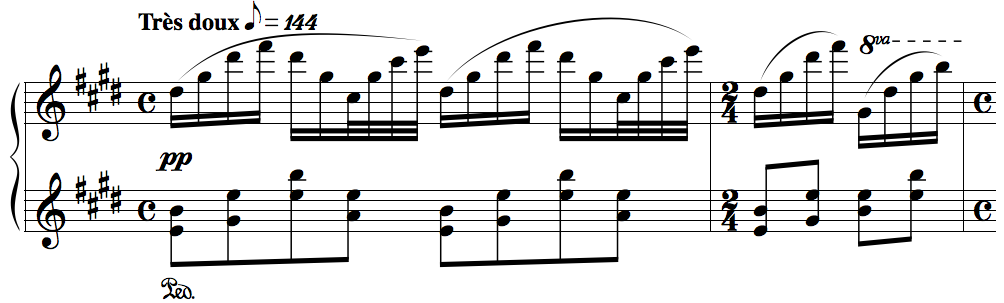
冒頭部分

ホ長調、4分の4拍子、8分音符＝144、きわめて優しく。
ラヴェルは「テンポ、リズムも一定なのが望ましい」と述べており、楽譜の冒頭に、「水にくすぐられて笑う河神」というアンリ・ド・レニエの詩の一節を題辞として掲げている。曲の構成はソナタ形式。また、七の和音、九の和音、並行和声が多用されており、初演当時としてはきわめて斬新な響きのする作品だったと思われる。実際初演時には『亡き王女のためのパヴァーヌ』と比較され、耳障りで複雑すぎるとの評価が大勢で、出版時には「まったくの不協和音」というカミーユ・サン＝サーンスの酷評をも招いた。しかし、今日では「水の運動と様態を描いてこれほど見事な作品はあるまい」（三善晃）という評価もあるように、ラヴェルのピアニスティックで精巧な書法が本格的に開花した作品として、高い評価を得ている。また、ピアノ音楽における印象主義の幕開けを告げた作品として、ドビュッシーの組曲『版画』（1903年)に先んじていることも特筆すべきことである。
この曲はリストの『エステ荘の噴水』（Les Jeux d'Eaux à la Villa d'Este）から影響を受けていると言われるが、ラヴェルは、かねてよりピアノ音楽におけるリストの超絶技巧や、ショパンの詩情あふれる書法などに強く惹かれていたのであった。また、よく比較される作品に、同じく水を題材にしたピアノ曲、ドビュッシーの『映像』第1集の第1曲「水に映る影」（または「水の反映」とも訳される）がある。ドビュッシーの「水に映る影」は、水そのものよりも｢水に映った風物の輝き、ゆらめき」をより自由な形式で描いているのに対し、ラヴェルの『水の戯れ』は、制御された噴水のような美しい水の動きを古典的なソナタ形式を用いて描いている。
なお、ラヴェルは他にも組曲『鏡』（1905年）の第3曲「海原の小舟」、『夜のガスパール』（1908年）の第1曲「オンディーヌ（水の精）」など、水を題材にしたピアノ曲を残している。

## 備考
曲名の日本語訳『水の戯れ』は逐語訳であり、フランス語の原題 "Jeux d'eau" は通常は組噴水のことを指す。